# Samuel Colman

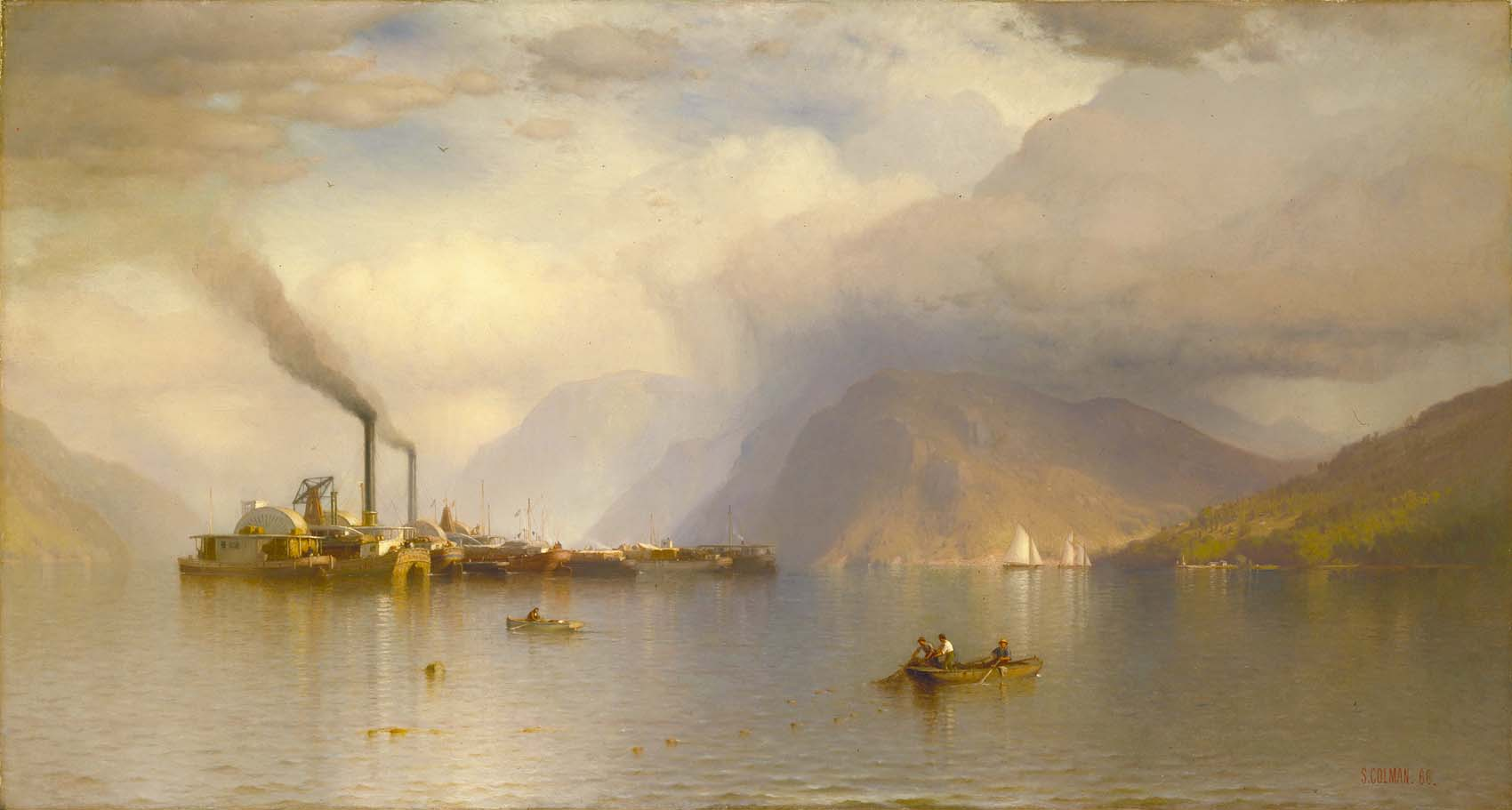
Storm King na rzece Hudson

Samuel Colman (ur. 4 marca 1832 w Portland, zm. 26 marca 1920 w Nowym Jorku) – amerykański malarz, pisarz i projektant wnętrz.
Studiował malarstwo u Ashera Browna Duranda, następnie w latach 1860–1862 w Hiszpanii, Włoszech, Francji i Anglii. Pełny członek National Academy of Design od 1862 r., założyciel i pierwszy prezydent American Water Color Society (1866–1867). Największą popularność zdobył dzięki pejzażom z 50. i 60. lat XIX w., które powstały pod wpływem Hudson River School.